# Матијас Бав Хансен
Матијас Бав Хансен (дан. Mathias Bau Hansen — Редовре, 3. јул 1993) професионални је дански хокејаш на леду који игра на позицији крилног нападача. 
Члан је сениорске репрезентације Данске за коју је дебитовао на светском првенству 2015. године.
У сезони 2015/16. уврштен је у идеалну поставу првенства Данске.